# Trhový Štěpánov
Pour les articles homonymes, voir Štěpánov.
Trhový Štěpánov (en allemand : Markt Stiepanau) est une ville du district de Benešov, dans la région de Bohême-Centrale, en République tchèque. Sa population s'élevait à 1 401 habitants en 2020.

## Géographie
Trhový Štěpánov se trouve à 9 km à l'est de Vlašim, à 25 km à l'est-sud-est de Benešov et à 58 km au sud-est de Prague.
La commune est limitée par Tichonice et Kácov au nord, par Chabeřice, Soutice et Hulice à l'est, par Keblov, Mnichovice, Javorník et Chlum au sud, et par Rataje, Tehov et Psáře à l'ouest.

## Histoire
La première mention écrite de la localité date de 1126.

## Galerie

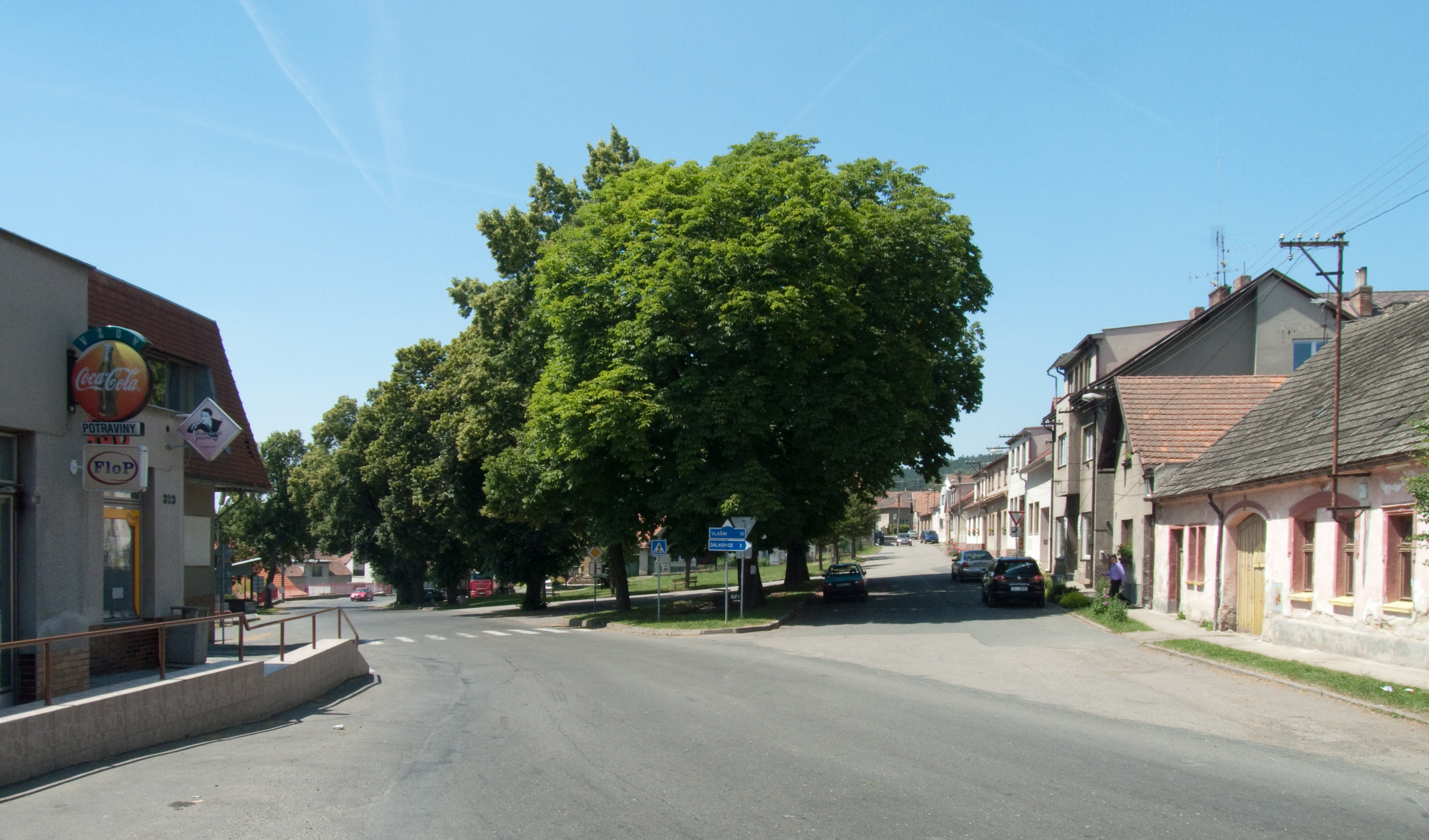
Trhový Štěpánov : place centrale.
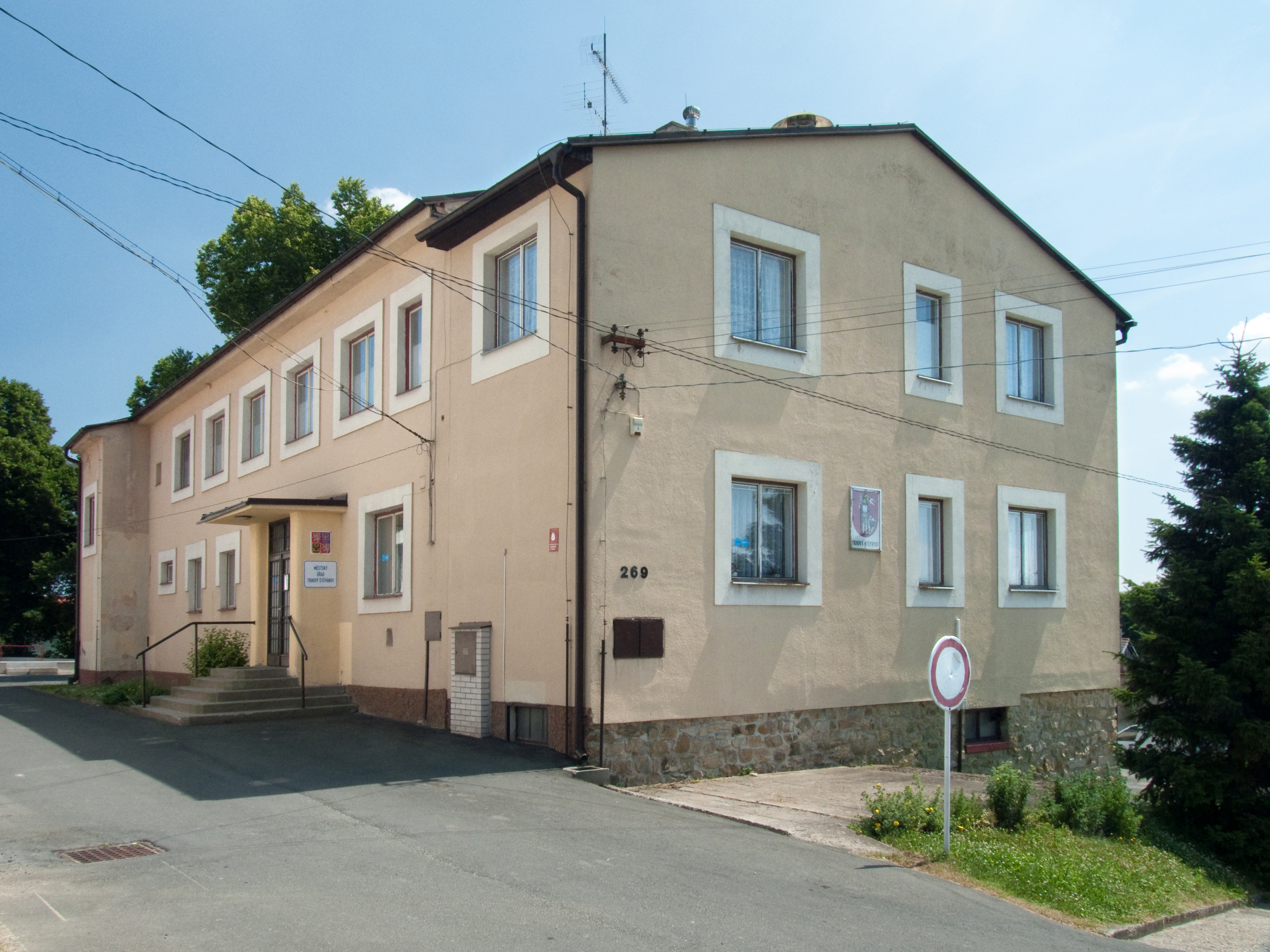
Trhový Štěpánov : hôtel de ville.